# Dalida
Iolanda Cristina Gigliotti (17. januar 1933 – 3. maj 1987) kendt som Dalida var en egyptisk sangerinde af italiensk oprindelse.
Hun har blandt andre skrevet:
-Helwa ya Baladi
-Aghani
-Gamil elsura
-Salma ya Salma
-Lebnan
-Money Money
-Born to Sing
-Dalida Dalida